# Aéroport international de Bagdad
L'aéroport international de Bagdad (code IATA : BGW • code OACI : ORBI), en arabe : مطار بغداد الدولي, anciennement  sous le nom d’Aéroport International de Saddam est le premier aéroport d'Irak.

## Historique

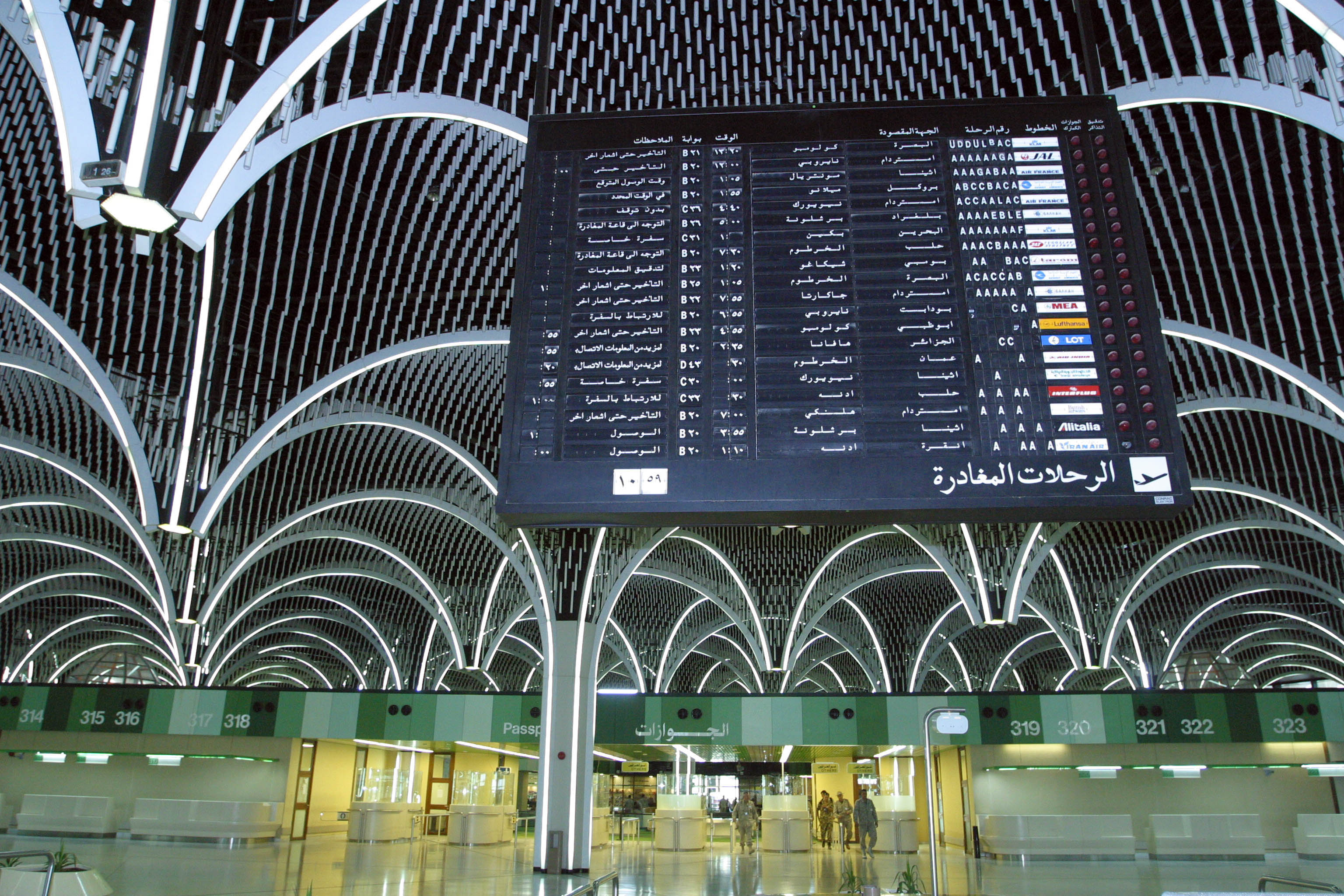
Le hall du terminal IA.

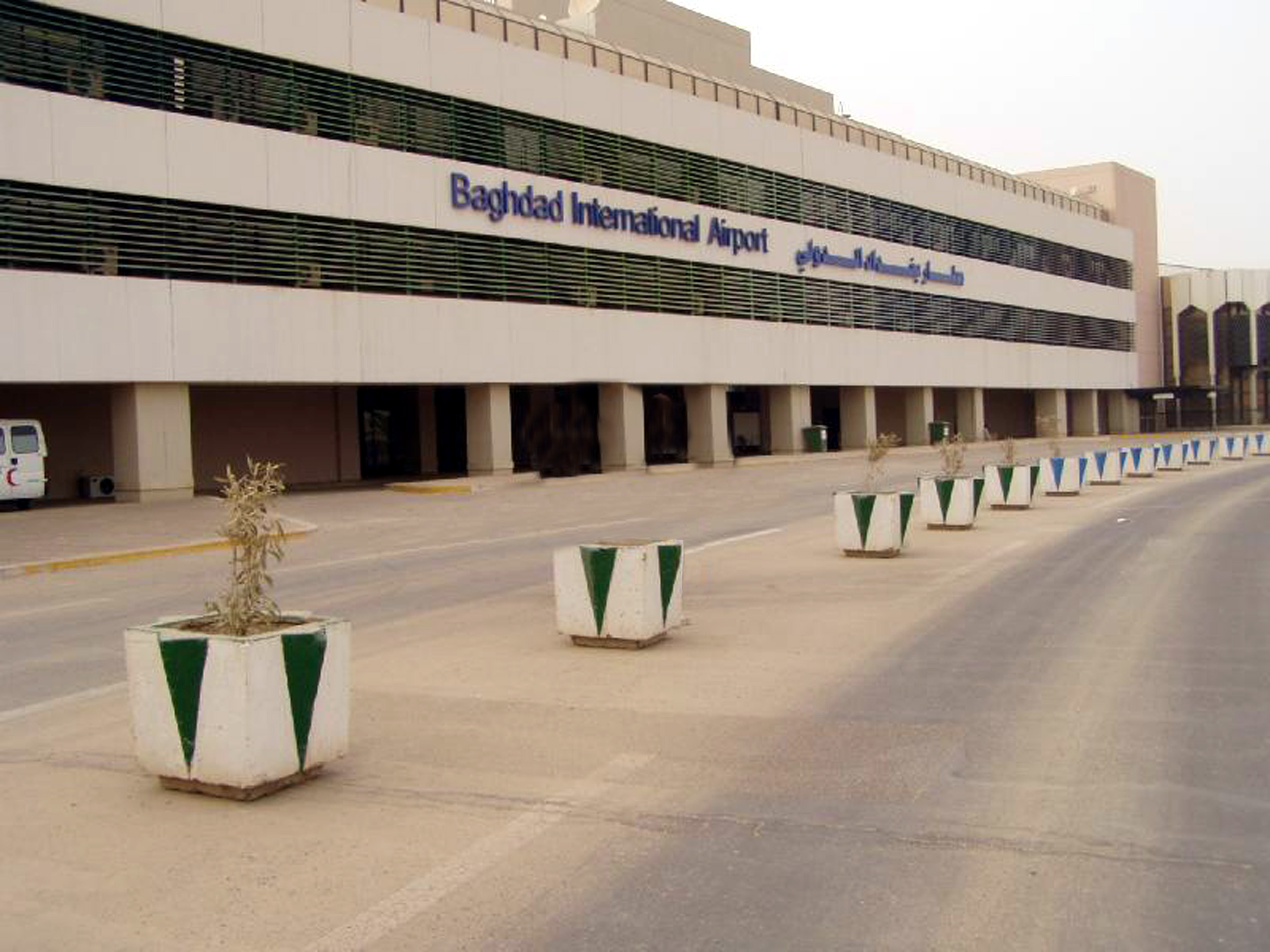
L'entrée de l'aéroport en 2007.

Construit entre 1979 et 1983, avec l'aide importante d'entreprises françaises, Fougerolle et Spie Batignolles dont les fonds d'investissement ne seront jamais recouverts, l'aéroport possède 3 terminaux et un terminal VIP.
À la suite de la Guerre en Irak de 2003, il servit de base à l'U.S. Air Force. Il est redevenu sous contrôle civil le 25 août 2004 après que Iraqi Airways a repris ses vols réguliers vers d'autres pays.
Bien que le code AITA soit SDA, certaines compagnies aériennes continuent d'employer son ancien code BGW.
Le 16 février 2013, les vols entre Bagdad et l'aéroport international de Koweït sont rétablis.

## Situation
| Nadjaf Bagdad Bassorah Erbil Mossoul Souleimaniye Nassiriyah |

## Compagnies aériennes et destinations

### Passagers
| Compagnies           | Destinations |
| -------------------- | --- |
| Air Arabia           | Charjah |
| Aircompany Armenia   | Erevan-Zvarnots |
| AJet                 | Istanbul-S. Gökçen |
| ATA Airlines         | Ardabil (en), Gorgan (en), Tabriz |
| EgyptAir             | Le Caire |
| Emirates             | Dubaï |
| FlyBaghdad           | Amman-Reine-Alia, Ankara Esenboğa, Beyrouth-Rafic Hariri, Erbil, Istanbul, Istanbul-S. Gökçen En saison : Samsun-Çarşamba |
| Fly Cham             | Damas |
| flydubai             | Dubaï |
| Flynas               | Djeddah - Roi-Abdelaziz, Médine-Prince M. Bin Abdulaziz, Riyad-roi Khaled |
| Gulf Air             | Manama-Bahreïn (suspendu) |
| Iran Air             | Ispahan-S. Beheshti, Kerman, Mechhed-Shahid H. Nejad, Racht, Sārī-Dasht é Naz, Tabriz, Téhéran-Imam-Khomeini, Zahedan |
| Iran Aseman Airlines | Téhéran-Imam-Khomeini |
| Iraqi Airways        | - Ahmedabad-Sardar-Vallabhbhai-Patel, - Amman-Reine-Alia, - Ankara Esenboğa, - Antalya, - Bakou-H. Aliyev, - Bassorah, - Beyrouth-Rafic Hariri, - Berlin-Brandebourg, - Le Caire, - Copenhague-Kastrup, - Delhi-Indira Gandhi, - Dubaï, - Düsseldorf, - Erbil, - Francfort, - Canton-Baiyun, - Ispahan-S. Beheshti, - Istanbul, - Istanbul-S. Gökçen, - Karachi-Jinnah, - Kerman, - Kirkuk, - Kuala Lumpur, - Koweït, - Londres-Gatwick, - Manchester, - Mechhed-Shahid H. Nejad, - Moscou-Vnoukovo, - Bombay-Chhatrapati-Shivaji, - Munich-F. J. Strauß, - Nassiriyah, - Stockholm-Arlanda, - Souleimaniye, - Téhéran-Imam-Khomeini En saison :Minsk En saison Charter : - Hurghada, - Djeddah - Roi-Abdelaziz, - Île de Kish, - Médine-Prince M. Bin Abdulaziz, - Charm el-Cheikh, - Trabzon/Trébizonde, - Yazd-Shahid Sadoughi, - Zahedan |
| Jordan Aviation      | Amman-Reine-Alia |
| Mahan Air            | Chiraz-Shahid Dastghaib, Téhéran-Imam-Khomeini |
| Middle East Airlines | Beyrouth-Rafic Hariri |
| Nile Air             | Le Caire En saison Charter : Charm el-Cheikh |
| Onur Air             | Istanbul En saison : Antalya, Bodrum-Milas |
| Pegasus Airlines     | Istanbul-S. Gökçen |
| Qatar Airways        | Doha-Hamad |
| Qeshm Airlines       | Ispahan-S. Beheshti, Téhéran-Imam-Khomeini |
| Royal Jordanian      | Amman-Reine-Alia |
| Saudia               | Djeddah - Roi-Abdelaziz |
| SaudiGulf Airlines   | Médine-Prince M. Bin Abdulaziz |
| Taban Air            | Ispahan-S. Beheshti |
| Turkish Airlines     | Ankara Esenboğa, Antalya, Istanbul, |

Édité le 15/01/2020

### Cargo
| Compagnies         | Destinations        |
| ------------------ | ------------------- |
| Click Airways (en) | Erbil, Charjah      |
| Coyne Airways (en) | Dubai-International |
| SNAS/DHL           | Bahreïn             |
| Etihad Cargo       | Abou Dabi           |
| FitsAir (en)       | Dubai-International |
| RUS Aviation (en)  | Charjah             |
| Silk Way Airlines  | Bakou               |